# رافر جونسون
رافر جونسون (بالإنجليزية: Rafer Johnson)‏ (18 أغسطس 1935 - 2 ديسمبر 2020) هو ممثل، ومنافس ألعاب القوى من الولايات المتحدة الأمريكية ولد في هيلزبورو، تكساس.

## روابط خارجية
- رافر جونسون على موقع IMDb (الإنجليزية)
- رافر جونسون على موقع الموسوعة البريطانية (الإنجليزية)
- رافر جونسون على موقع روتن توميتوز (الإنجليزية)
- رافر جونسون على موقع ألو سيني (الفرنسية)
- رافر جونسون على موقع أول موفي (الإنجليزية)
- رافر جونسون على موقع قاعدة بيانات الأفلام السويدية (السويدية)
- رافر جونسون على موقع إن إن دي بي (الإنجليزية)
- رافر جونسون على موقع قاعدة بيانات الفيلم (الإنجليزية)
- رافر جونسون على موقع كينوبويسك (الروسية)
- رافر جونسون على موقع الاتحاد الدولي لألعاب القوى (الإنجليزية)
- رافر جونسون على موقع الاتحاد الأمريكي لسباقات المضمار والميدان (الإنجليزية)
- رافر جونسون على موقع الاتحاد الأمريكي لسباقات المضمار والميدان، قاعة المشاهير (الإنجليزية)
- رافر جونسون على موقع كلية كرة السلة في سبورتس رفرنس.كوم (الإنجليزية)
- رافر جونسون على موقع اللجنة الأولمبية الدولية (الإنجليزية)
- رافر جونسون على موقع أوليمبيديا (الإنجليزية)
- رافر جونسون على موقع قاعة كاليفورنيا للمشاهير الرياضية (الإنجليزية)